# Mezz Mezzrow
Theo Croker (Chicago, 1899. november 9. – Neuilly-sur-Seine, 1972. augusztus 5.) amerikai klarinétos, szaxofonos. Tommy Ladnier és Sidney Bechet felvételeket finanszírozott. Kis ideig Louis Armstrong menedzsere is volt. Önéletrajzát (amelynek a címe egy Bechet-kompozícióból származik, amelyet Bernard Wolfe-val közösen írt) 1946-ban adták ki.

## Pályafutása
Mezzrow gyermek- és ifjúkora nehéz körülmények között telt. a1917-ben bebörtönözték. Rabtársaitól ott tanult meg klarinétozni.
Az 1920-as években az Austin High School Gang-ben játszott Chicagóban, tagja volt a Chicago Rhythm Kingsnek is. A Jungle Kings-szel lemezei készültek. 1927-ben New Yorkba ment, ahol lépett fel Eddie Condonnal. 1929-ben rövid ideig Párizsban tartózkodott, ahol megismerkedett Hugues Panassié-vel. Az 1930-as években zenekarával, a The Disciples of Swing-szel készített felvételeket. Sidney Bechet-tel és Joe unokatestvérével, a Weary Blues-szal készített felvételeket.
1945 és 1947 között saját lemeztársasága volt. Akkor jelentek meg Sidney Bechet felvételei. Karrierjét és a fekete jogok melletti kiállása mellett z 1940-es években beárnyékolta, hogy marihuána terjesztőként is ismerték.
1948-ban Párizsban telepedett le. 1949-ben fellépett a Nizzai Dzsessz Fesztiválon.  Számos franciaországi turnén vett részt, gyakran Európába látogató amerikai zenészekkel. Lemezeket készített Lee Collinsszal és Buck Claytonnal. 

## Lemezválogatás
- 1947: Really the Blues, Jazz Archives (France)
- 1951: Mezz Mezzrow & His Band Featuring Collins & Singleton
- 1954: Mezz Mezzrow
- 1954: Mezz Mezzrow with Frankie Newton
- 1954: Mezz Mezzrow's Swing Session
- 1954: Mezzin' Around
- 1955: Mezz Mezzrow
- 1955: Paris 1955, Vol. 1, Disques Swing
- 1955: Mezz Mezzrow in Paris, 1955 (Jazz Time Records)
- 1956: Mezz Mezzrow a La Schola Cantorum
- 1995: Makin' Friends
- 2007: Tells the King Jazz Story
- 2012: Mezzrow and Bechet (Remastered)

## Filmek
- Mezz Mezzrow az IMDb-n

## Fordítás
- Ez a szócikk részben vagy egészben  a   Mezz Mezzrow című német Wikipédia-szócikk ezen változatának fordításán alapul.  Az eredeti cikk szerkesztőit annak laptörténete sorolja fel. Ez a jelzés csupán a megfogalmazás eredetét és a szerzői jogokat jelzi, nem szolgál a cikkben szereplő információk forrásmegjelöléseként.